# Rastestället

Rastestället är namnet på en damm i västra Olofstorp, Göteborgs kommun. Dammen ligger intill Lerumsvägens avfart från länsväg 190. Intill dammen ligger också en avtagsväg från länsväg 190 med samma namn som resenärer på länsvägen på väg till Göteborg förr åkte in på för att stanna och rasta, därav namnet. Området omkring dammen kallades förr enligt sägen för "Skitaredalen". 